# Anglars-Nozac
Pour les articles homonymes, voir Anglars (homonymie).
Anglars-Nozac est une commune française, située dans le nord-ouest du département du Lot en région Occitanie.
Elle est également dans la Bouriane, une région naturelle sablonneuse et collinaire couverte de forêt avec comme essence principale des châtaigniers.
Exposée à un climat océanique altéré, elle est drainée par le ruisseau de Tournefeuille, la Relinquière. Elle est incluse dans le bassin de la Dordogne.
Anglars-Nozac est une commune rurale qui compte 397 habitants en 2022, après avoir connu un pic de population de 1 289 habitants en 1851. Elle fait partie de l'aire d'attraction de Gourdon. Ses habitants sont appelés les Nozacois ou  Nozacoises.

## Géographie
Commune de la haute Bouriane, elle est traversée en son milieu par la route touristique de Gourdon à Souillac au lieu-dit Auniac. Auniac est le principal bourg de la commune où se situe la nouvelle mairie aménagée en 2004. Ce bourg s'est considérablement peuplé après la construction de la ligne des Aubrais - Orléans à Montauban-Ville-Bourbon et sa gare attenante au bourg.
Le nom de la commune est composé de l'assemblage du bourg de Nozac avec son église et du lieu-dit Anglars où se trouvait la mairie et où se trouve l’école.
La commune est située entre les bassins de vie de Gourdon, Souillac et Sarlat.

### Communes limitrophes
Les communes limitrophes sont Fajoles, Gourdon, Milhac, Payrac, Payrignac, Rouffilhac et Le Vigan-en-Quercy.
| Fajoles   | Rouffilhac    |          |
| Milhac    | Anglars-Nozac | Payrac   |
| Payrignac | Gourdon       | Le Vigan |

### Hydrographie
Les extrémités Est et Ouest sont tangentées par deux ruisseaux, la Melve et le Tournefeuille, qui sont également les limites de la commune. La Relinquière prend naissance en amont de Nozac. Notre ruisseau nous fournit de l’eau potable via la station de pompage.
La commune s’est ralliée à la communauté de communes Haute Bouriane.

### Climat
Pour des articles plus généraux, voir Climat de l'Occitanie et Climat du Lot.
En 2010, le climat de la commune est de type climat océanique altéré, selon une étude s'appuyant sur une série de données couvrant la période 1971-2000. En 2020, Météo-France publie une typologie des climats de la France métropolitaine dans laquelle la commune est exposée à un climat océanique altéré et est dans la région climatique Ouest et nord-ouest du Massif Central, caractérisée par une pluviométrie annuelle de 900 à 1 500 mm, maximale en automne et en hiver.
Pour la période 1971-2000, la température annuelle moyenne est de 12,6 °C, avec une amplitude thermique annuelle de 15,1 °C. Le cumul annuel moyen de précipitations est de 906 mm, avec 11,7 jours de précipitations en janvier et 6,5 jours en juillet. Pour la période 1991-2020, la température moyenne annuelle observée sur la station météorologique la plus proche, située sur la commune de Gourdon à 6 km à vol d'oiseau, est de 13,1 °C et le cumul annuel moyen de précipitations est de 823,0 mm,. Pour l'avenir, les paramètres climatiques de la commune estimés pour 2050 selon différents scénarios d’émission de gaz à effet de serre sont consultables sur un site dédié publié par Météo-France en novembre 2022.

### Milieux naturels et biodiversité

#### Espaces protégés
La protection réglementaire est le mode d’intervention le plus fort pour préserver des espaces naturels remarquables et leur biodiversité associée,.
Un  espace protégé est présent sur la commune : 
le bassin de la Dordogne, réserve de biosphère, zone de transition, d'une superficie de 1 880 257,7 ha.

## Urbanisme

### Typologie
Au 1er janvier 2024, Anglars-Nozac est catégorisée commune rurale à habitat dispersé, selon la nouvelle grille communale de densité à sept niveaux définie par l'Insee en 2022.
Elle est située hors unité urbaine. Par ailleurs la commune fait partie de l'aire d'attraction de Gourdon, dont elle est une commune de la couronne,. Cette aire, qui regroupe 22 communes, est catégorisée dans les aires de moins de 50 000 habitants,.

### Occupation des sols
L'occupation des sols de la commune, telle qu'elle ressort de la base de données européenne d’occupation biophysique des sols Corine Land Cover (CLC), est marquée par l'importance des territoires agricoles (66,7 % en 2018), une proportion sensiblement équivalente à celle de 1990 (66 %). La répartition détaillée en 2018 est la suivante : 
zones agricoles hétérogènes (48,2 %), forêts (33,2 %), prairies (18,5 %), milieux à végétation arbustive et/ou herbacée (0,1 %). L'évolution de l’occupation des sols de la commune et de ses infrastructures peut être observée sur les différentes représentations cartographiques du territoire : la carte de Cassini (XVIIIe siècle), la carte d'état-major (1820-1866) et les cartes ou photos aériennes de l'IGN pour la période actuelle (1950 à aujourd'hui).

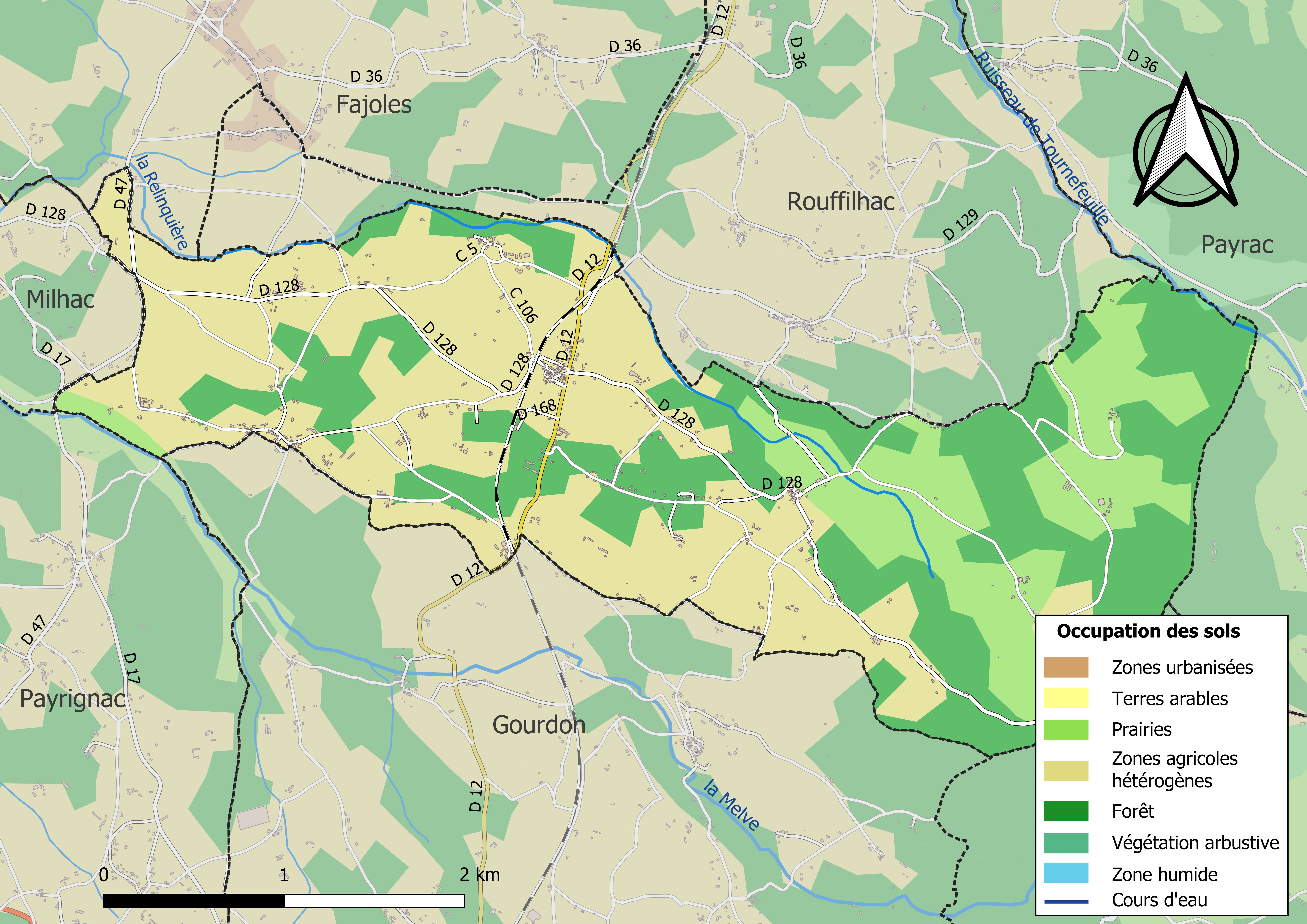
Carte des infrastructures et de l'occupation des sols de la commune en 2018 (CLC).

### Risques majeurs
Le territoire de la commune d'Anglars-Nozac est vulnérable à différents aléas naturels : météorologiques (tempête, orage, neige, grand froid, canicule ou sécheresse), inondations, feux de forêts, mouvements de terrains et séisme (sismicité très faible). Il est également exposé à un risque technologique, le transport de matières dangereuses. Un site publié par le BRGM permet d'évaluer simplement et rapidement les risques d'un bien localisé soit par son adresse soit par le numéro de sa parcelle.

#### Risques naturels
Certaines parties du territoire communal sont susceptibles d’être affectées par le risque d’inondation par débordement de cours d'eau, notamment le Tournefeuille. La cartographie des zones inondables en ex-Midi-Pyrénées réalisée dans le cadre du XIe Contrat de plan État-région, visant à informer les citoyens et les décideurs sur le risque d’inondation, est accessible sur le site de la DREAL Occitanie. La commune a été reconnue en état de catastrophe naturelle au titre des dommages causés par les inondations et coulées de boue survenues en 1982, 1993 et 1999,.
Anglars-Nozac est exposée au risque de feu de forêt du fait de la présence sur son territoire du massif Ouest. Un plan départemental de protection des forêts contre les incendies a été approuvé par arrêté préfectoral le 30 novembre 2015 pour la période 2015-2025. Les propriétaires doivent ainsi couper les broussailles, les arbustes et les branches basses sur une profondeur de 50 mètres, aux abords des constructions, chantiers, travaux et installations de toute nature, situées à moins de 200 mètres de terrains en nature
de bois, forêts, plantations, reboisements, landes ou friches. Le brûlage des déchets issus de l’entretien des parcs et jardins des ménages et des collectivités est interdit. L’écobuage est également interdit, ainsi que les feux de type méchouis et barbecues, à l’exception de ceux prévus dans des installations fixes (non situées sous couvert d'arbres) constituant une dépendance d'habitation.

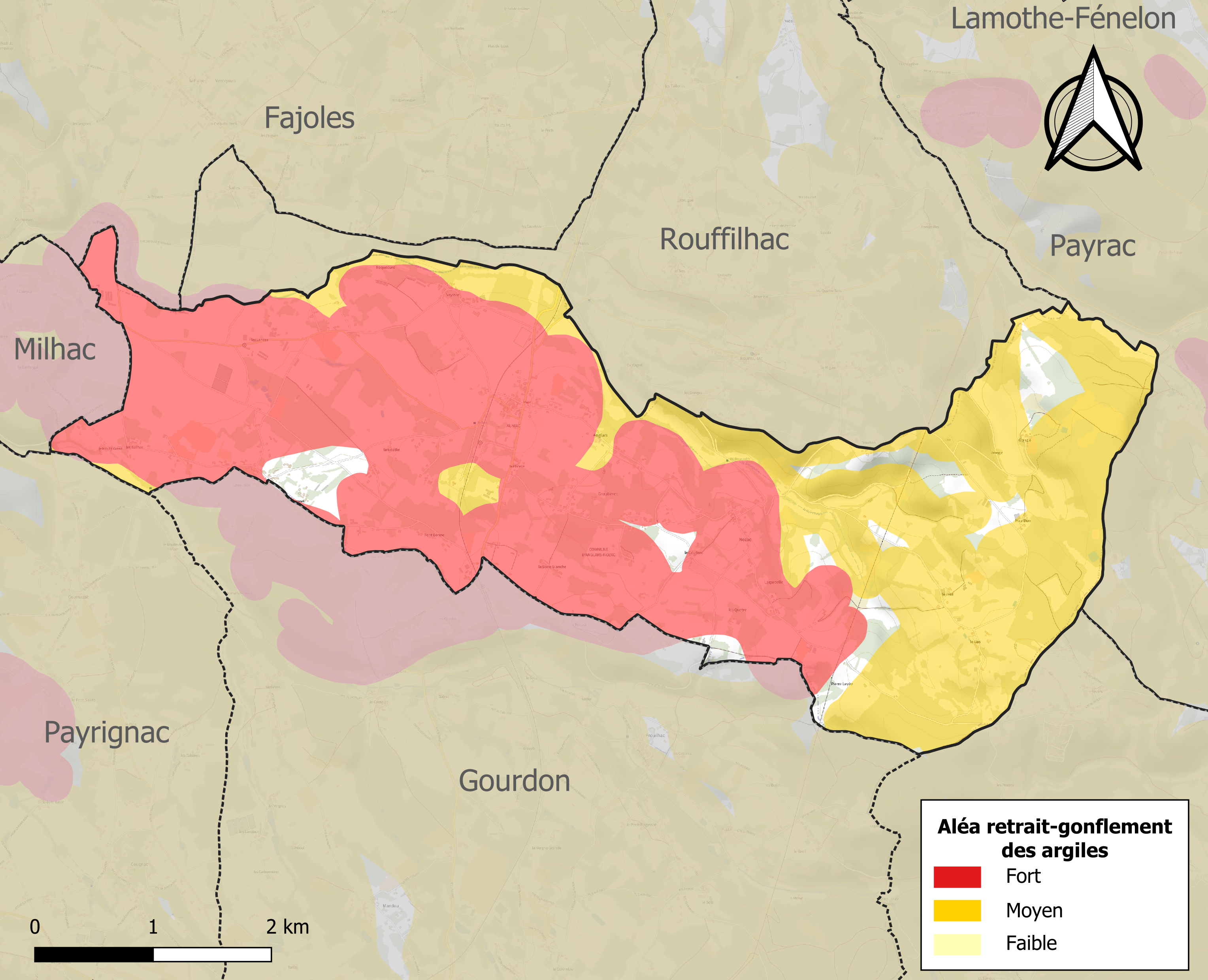
Carte des zones d'aléa retrait-gonflement des sols argileux d'Anglars-Nozac.

Les mouvements de terrains susceptibles de se produire sur la commune sont des affaissements et effondrements liés aux cavités souterraines (hors mines), des éboulements, chutes de pierres et de blocs, des glissements de terrain et des tassements différentiels. Par ailleurs, afin de mieux appréhender le risque d’affaissement de terrain, l'inventaire national des cavités souterraines permet de localiser celles situées sur la commune.
Le retrait-gonflement des sols argileux est susceptible d'engendrer des dommages importants aux bâtiments en cas d’alternance de périodes de sécheresse et de pluie. 93,1 % de la superficie communale est en aléa moyen ou fort (67,7 % au niveau départemental et 48,5 % au niveau national). Sur les 247 bâtiments dénombrés sur la commune en 2019, 235 sont en aléa moyen ou fort, soit 95 %, à comparer aux 72 % au niveau départemental et 54 % au niveau national. Une cartographie de l'exposition du territoire national au retrait gonflement des sols argileux est disponible sur le site du BRGM,.
Par ailleurs, afin de mieux appréhender le risque d’affaissement de terrain, l'inventaire national des cavités souterraines permet de localiser celles situées sur la commune.
Concernant les mouvements de terrains, la commune a été reconnue en état de catastrophe naturelle au titre des dommages causés par des mouvements de terrain en 1999.

#### Risques technologiques
Le risque de transport de matières dangereuses sur la commune est lié à sa traversée par une infrastructure ferroviaire. Un accident se produisant sur une telle infrastructure est susceptible d’avoir des effets graves sur les biens, les personnes ou l'environnement, selon la nature du matériau transporté. Des dispositions d’urbanisme peuvent être préconisées en conséquence.

## Toponymie
Le toponyme Anglars pourrait sembler être basé sur une forme du type Castrum anglarense qui indiquerait une appartenance aux Anglais. Cependant, Castrum anglarense est mentionné en 926, bien avant les invasions anglaises de la guerre de Cent Ans qui ont débuté en 1337. Anglars est issu de angulus avec le suffixe -arem. Il s'agit d'un lieu en relation avec une pierre de taille angulaire qui faisait partie d'une construction importante.
Le toponyme Anglars provient très exactement d'une ancienne forme angularis avec un suffixe collectif -aris, « les terres de l'angle ».
Le toponyme Nozac (en occitan Nosac) est basé sur l'anthroponyme gallo-romain Notius avec la terminaison -acum. La terminaison -ac est issue du suffixe gaulois -acon (lui-même du celtique commun *-āko-), souvent latinisé en -acum dans les textes. C'est le nom du domaine de Notius

## Histoire
La commune d'Anglars-Nozac a été créée en 1903, le chef-lieu a été fixé à Anglars.

## Politique et administration
| Période                                  | Période  | Identité             | Étiquette | Qualité       |
| ---------------------------------------- | -------- | -------------------- | --------- | ------------- |
| 1791                                     | 1801     | Florentin            |           |               |
| 1801                                     | 1817     | Pierre Valran        |           |               |
| 1817                                     | 1819     | Jean Auzié           |           |               |
| 1819                                     | 1823     | Antoine Ayrac        |           |               |
| 1823                                     | 1825     | Pierre Valran        |           |               |
| 1825                                     | 1830     | Martin Ayzac         |           |               |
| 1830                                     | 1848     | François Capty       |           |               |
| 1848                                     | 1849     | Pierre Soulacroup    |           |               |
| 1849                                     | 1861     | Louis Rey            |           |               |
| 1861                                     | 1870     | Pierre Baleste       |           |               |
| 1870                                     | 1876     | Louis François Ayzac |           |               |
| 1876                                     | 1876     | Michel Véry          |           |               |
| 1876                                     | 1886     | Léon Tocaven         |           |               |
| 1886                                     | 1888     | Pierre Baleste       |           |               |
| 1888                                     | 1925     | Antoine Soulacroup   |           |               |
| 1925                                     | 1935     | Jean Félix Lafage    |           |               |
| 1935                                     | 1944     | Noël Lavadou         |           |               |
| 1944                                     | 1971     | Noël Lacombe         |           |               |
| 1971                                     | 1977     | Marcel Pramil        |           |               |
| 1977                                     | 1989     | Robert Laval         | DVG       |               |
| 1989                                     | 1995     | Madeleine Groussat   |           |               |
| 1995                                     | 2001     | Yves Cosse           |           |               |
| 2001                                     | 2008     | Robert Laval         |           |               |
| 2008                                     | 2014     | Pascal Pavan         |           |               |
| 2014                                     | En cours | Pascal Salanié       | SE        | Fonctionnaire |
| Les données manquantes sont à compléter. |          |                      |           |               |

## Démographie
L'évolution du nombre d'habitants est connue à travers les recensements de la population effectués dans la commune depuis 1793. Pour les communes de moins de 10 000 habitants, une enquête de recensement portant sur toute la population est réalisée tous les cinq ans, les populations de référence des années intermédiaires étant quant à elles estimées par interpolation ou extrapolation. Pour la commune, le premier recensement exhaustif entrant dans le cadre du nouveau dispositif a été réalisé en 2008.

En 2022, la commune comptait 397 habitants, en évolution de +12,46 % par rapport à 2016 (Lot : +1,31 %, France hors Mayotte : +2,11 %).
| 1793 | 1800 | 1806  | 1821  | 1831  | 1836  | 1841  | 1846  | 1851  |
| ---- | ---- | ----- | ----- | ----- | ----- | ----- | ----- | ----- |
| 540  | 600  | 1 161 | 1 066 | 1 052 | 1 131 | 1 083 | 1 101 | 1 289 |

| 1856  | 1861  | 1866  | 1872  | 1876 | 1881 | 1886 | 1891 | 1896 |
| ----- | ----- | ----- | ----- | ---- | ---- | ---- | ---- | ---- |
| 1 169 | 1 145 | 1 095 | 1 077 | 588  | 599  | 696  | 582  | 541  |

| 1901 | 1906 | 1911 | 1921 | 1926 | 1931 | 1936 | 1946 | 1954 |
| ---- | ---- | ---- | ---- | ---- | ---- | ---- | ---- | ---- |
| 545  | 518  | 462  | 408  | 393  | 354  | 344  | 376  | 350  |

| 1962 | 1968 | 1975 | 1982 | 1990 | 1999 | 2006 | 2008 | 2013 |
| ---- | ---- | ---- | ---- | ---- | ---- | ---- | ---- | ---- |
| 303  | 283  | 222  | 243  | 276  | 260  | 288  | 296  | 339  |

| 2018 | 2022 | - | - | - | - | - | - | - |
| ---- | ---- | - | - | - | - | - | - | - |
| 377  | 397  | - | - | - | - | - | - | - |

## Économie

### Revenus
En 2018, la commune compte 148 ménages fiscaux, regroupant 318 personnes. La médiane du revenu disponible par unité de consommation est de 20 290 € (20 740 € dans le département).

### Emploi
|                | 2008  | 2013  | 2018  |
| -------------- | ----- | ----- | ----- |
| Commune        | 6,1 % | 10 %  | 7,5 % |
| Département    | 7,3 % | 8,9 % | 9,6 % |
| France entière | 8,3 % | 10 %  | 10 %  |

En 2018, la population âgée de 15 à 64 ans s'élève à 240 personnes, parmi lesquelles on compte 74,6 % d'actifs (67,1 % ayant un emploi et 7,5 % de chômeurs) et 25,4 % d'inactifs,. Depuis 2008, le taux de chômage communal (au sens du recensement) des 15-64 ans est inférieur à celui de la France et du département.
La commune fait partie de la couronne de l'aire d'attraction de Gourdon, du fait qu'au moins 15 % des actifs travaillent dans le pôle,. Elle compte 50 emplois en 2018, contre 60 en 2013 et 38 en 2008. Le nombre d'actifs ayant un emploi résidant dans la commune est de 161, soit un indicateur de concentration d'emploi de 31,1 % et un taux d'activité parmi les 15 ans ou plus de 58,1 %.
Sur ces 161 actifs de 15 ans ou plus ayant un emploi, 25 travaillent dans la commune, soit 16 % des habitants. Pour se rendre au travail, 88,2 % des habitants utilisent un véhicule personnel ou de fonction à quatre roues, 2,5 % les transports en commun, 2,5 % s'y rendent en deux-roues, à vélo ou à pied et 6,8 % n'ont pas besoin de transport (travail au domicile).

### Activités hors agriculture

#### Secteurs d'activités
23 établissements sont implantés  à Anglars-Nozac au 31 décembre 2019.
Le secteur de la construction est prépondérant sur la commune puisqu'il représente 30,4 % du nombre total d'établissements de la commune (7 sur les 23 entreprises implantées  à Anglars-Nozac), contre 13,9 % au niveau départemental.

#### Entreprises et commerces
La commune est dans la « Bouriane », une petite région agricole occupant une partiede l'ouest du territoire du département du Lot. En 2020, l'orientation technico-économique de l'agriculture  sur la commune est la polyculture et/ou le polyélevage.
|               | 1988 | 2000 | 2010 | 2020 |
| ------------- | ---- | ---- | ---- | ---- |
| Exploitations | 34   | 24   | 13   | 13   |
| SAU (ha)      | 535  | 421  | 466  | 513  |

Le nombre d'exploitations agricoles en activité et ayant leur siège dans la commune est passé de 34 lors du recensement agricole de 1988  à 24 en 2000 puis à 13 en 2010 et enfin à 13 en 2020, soit une baisse de 62 % en 32 ans. Le même mouvement est observé à l'échelle du département qui a perdu pendant cette période 60 % de ses exploitations,. La surface agricole utilisée sur la commune a également diminué, passant de 535 ha en 1988 à 513 ha en 2020. Parallèlement la surface agricole utilisée moyenne par exploitation a augmenté, passant de 16 à 39 ha.

### Commerce
L'hôtel-restaurant Le Relais d'Auniac, qui porte le label Bistrot de Pays, adhère à une charte qui a pour but de « contribuer à la conservation et à l’animation du tissu économique et social en milieu rural par le maintien d’un lieu de vie du village ».

## Culture locale et patrimoine

### Église Saint-Pantaléon
L'église Saint-Pantaléon d'Anglars-Nozac, placée sous l'invocation de saint Pantaléon est connue sous le nom Nuzatio par une donation de saint Didier[Lequel ?] au monastère de Saint-Amand. La paroisse fut unie au chapitre du Vigan en 1309 et le demeure jusqu'à la Révolution. L'édifice semble dater de la fin du XIIe siècle voire du début du XIIIe siècle. Il est composé d’une nef principale, d’un seuil d’entrée surmonté du clocher, d’un escalier extérieur bâti en tourelle, de deux chapelles latérales et d’une sacristie. Les derniers travaux ont consisté à la réfection complète du beffroi en 1995.

L'édifice est référencé dans la base Mérimée et à l'Inventaire général Région Occitanie.

#### Site de l'Insee
1. ↑  « La grille communale de densité », sur le site de l'Insee, 28 mai 2024 (consulté le 28 juin 2024).
2. 1 2  Insee, « Métadonnées de la commune ».
3. ↑  « Liste des communes composant l'aire d'attraction de Gourdon », sur le site de l'Insee (consulté le 28 juin 2024).
4. ↑  Marie-Pierre de Bellefon, Pascal Eusebio, Jocelyn Forest, Olivier Pégaz-Blanc et Raymond Warnod (Insee), « En France, neuf personnes sur dix vivent dans l’aire d’attraction d’une ville », sur le site de l'Insee, 21 octobre 2020 (consulté le 28 juin 2024).
5. ↑  « REV T1 - Ménages fiscaux de l'année 2018 à Anglars-Nozac » (consulté le 5 février 2022).
6. ↑  « REV T1 - Ménages fiscaux de l'année 2018 dans le Lot » (consulté le 5 février 2022).
7. 1 2  « Emp T1 - Population de 15 à 64 ans par type d'activité en 2018 à Anglars-Nozac » (consulté le 5 février 2022).
8. ↑  « Emp T1 - Population de 15 à 64 ans par type d'activité en 2018 dans le Lot » (consulté le 5 février 2022).
9. ↑  « Emp T1 - Population de 15 à 64 ans par type d'activité en 2018 dans la France entière » (consulté le 5 février 2022).
10. ↑  « Base des aires d'attraction des villes 2020 », sur site de l'Insee (consulté le 10 avril 2021).
11. ↑  « Emp T5 - Emploi et activité en 2018 à Anglars-Nozac » (consulté le 5 février 2022).
12. ↑  « ACT T4 - Lieu de travail des actifs de 15 ans ou plus ayant un emploi qui résident dans la commune en 2018 » (consulté le 5 février 2022).
13. ↑  « ACT G2 - Part des moyens de transport utilisés pour se rendre au travail en 2018 » (consulté le 5 février 2022).
14. ↑  « DEN T5 - Nombre d'établissements par secteur d'activité au 31 décembre 2019 à Anglars-Nozac » (consulté le 14 février 2022).
15. ↑  « DEN T5 - Nombre d'établissements par secteur d'activité au 31 décembre 2019 dans le Lot » (consulté le 14 février 2022).

#### Autres sources
1. ↑  Carte IGN sous Géoportail
2. 1 2  Daniel Joly, Thierry Brossard, Hervé Cardot, Jean Cavailhes, Mohamed Hilal et Pierre Wavresky, « Les types de climats en France, une construction spatiale », Cybergéo, revue européenne de géographie - European Journal of Geography, no 501,‎ 18 juin 2010 (DOI 10.4000/cybergeo.23155, lire en ligne, consulté le 14 novembre 2023).
3. ↑  « Zonages climatiques en France métropolitaine. », sur pluiesextremes.meteo.fr (consulté le 14 novembre 2023).
4. ↑  « Orthodromie entre Anglars-Nozac et Gourdon », sur fr.distance.to (consulté le 14 novembre 2023).
5. ↑  « Station Météo-France « Gourdon » (commune de Gourdon) - fiche climatologique - période 1991-2020 », sur donneespubliques.meteofrance.fr (consulté le 14 novembre 2023).
6. ↑  « Station Météo-France « Gourdon » (commune de Gourdon) - fiche de métadonnées. », sur donneespubliques.meteofrance.fr (consulté le 14 novembre 2023).
7. ↑  « Climadiag Commune : diagnostiquez les enjeux climatiques de votre collectivité. », sur meteofrance.fr, novembre 2022 (consulté le 14 novembre 2023).
8. ↑  « Les espaces protégés. », sur le site de l'INPN (consulté le 10 mai 2022).
9. ↑  « Liste des espaces protégés sur la commune », sur le site de l'inventaire national du patrimoine naturel (consulté le 1er septembre 2021).
10. ↑  « - fiche descriptive », sur le site de l'inventaire national du patrimoine naturel (consulté le 1er septembre 2021).
11. ↑  « CORINE Land Cover (CLC) - Répartition des superficies en 15 postes d'occupation des sols (métropole). », sur le site des données et études statistiques du ministère de la Transition écologique. (consulté le 14 avril 2021).
12. 1 2 3  « Les risques près de chez moi - commune d'Anglars-Nozac », sur Géorisques (consulté le 17 octobre 2022).
13. ↑  BRGM, « Évaluez simplement et rapidement les risques de votre bien », sur Géorisques (consulté le 13 septembre 2022).
14. ↑  DREAL Occitanie, « CIZI », sur occitanie.developpement-durable.gouv.fr (consulté le 13 septembre 2022).
15. ↑  « Dossier départemental des risques majeurs dans le Lot »(Archive.org • Wikiwix • Archive.is • Google • Que faire ?), sur lot.gouv.fr (consulté le 13 septembre 2022), partie 1 -  chapitre Risque inondation.
16. ↑  « Dossier départemental des risques majeurs dans le Lot »(Archive.org • Wikiwix • Archive.is • Google • Que faire ?), sur lot.gouv.fr (consulté le 13 septembre 2022).
17. ↑  « Dossier départemental des risques majeurs dans le Lot »(Archive.org • Wikiwix • Archive.is • Google • Que faire ?), sur lot.gouv.fr (consulté le 13 septembre 2022), chapitre Mouvements de terrain.
18. 1 2  « Liste des cavités souterraines localisées sur la commune d'Anglars-Nozac », sur georisques.gouv.fr (consulté le 13 septembre 2022).
19. ↑  « Retrait-gonflement des argiles », sur le site de l'observatoire national des risques naturels (consulté le 13 septembre 2022).
20. ↑  « Dossier départemental des risques majeurs dans le Lot »(Archive.org • Wikiwix • Archive.is • Google • Que faire ?), sur lot.gouv.fr (consulté le 13 septembre 2022), chapitre Risque transport de matières dangereuses.
21. 1 2 3  Gaston Bazalgues, À la découverte des noms de lieux du Quercy : Toponymie lotoise, Gourdon, la Bouriane et du Quercy, juin 2002, 127 p. (ISBN 978-2-910540-16-6, BNF 40220401), p. 100,105.
22. ↑  Jean-Maire Cassagne, Villes et Villages en pays lotois, Tertium éditions, 15 avril 2013 - 304 pages,  (ISBN 2368481060).
23. ↑  « Les maires de Anglars-Nozac », sur Site francegenweb, 25 janvier 2011 (consulté le 10 janvier 2016).
24. ↑  L'organisation du recensement, sur insee.fr.
25. ↑  Calendrier départemental des recensements, sur insee.fr.
26. ↑  Des villages de Cassini aux communes d'aujourd'hui sur le site de l'École des hautes études en sciences sociales.
27. ↑  Fiches Insee - Populations de référence de la commune pour les années 2006, 2007, 2008, 2009, 2010, 2011, 2012, 2013, 2014, 2015, 2016, 2017, 2018, 2019, 2020, 2021 et 2022.
28. ↑  « Les régions agricoles (RA), petites régions agricoles(PRA) - Année de référence : 2017 », sur agreste.agriculture.gouv.fr (consulté le 14 février 2022).
29. ↑  Présentation des premiers résultats du recensement agricole 2020, Ministère de l’agriculture et de l’alimentation, 10 décembre 2021
30. 1 2  « Fiche de recensement agricole - Exploitations ayant leur siège dans la commune d'Anglars-Nozac - Données générales », sur recensement-agricole.agriculture.gouv.fr (consulté le 14 février 2022).
31. ↑  « Fiche de recensement agricole - Exploitations ayant leur siège dans le département du Lot » (consulté le 14 février 2022).
32. ↑  La charte Bistrot de Pays
33. ↑  L'implantation des Bistrots de pays en France métropolitaine en 2010.
34. ↑  « Église paroissiale Saint-Pantaléon », sur pop.culture.gouv.fr (consulté le 2 mai 2021).